# Dick Tonks
Richard William "Dick" Tonks (født 21. februar 1951 i Whanganui, New Zealand) er en newzealandsk tidligere roer og senere ro-træner.
Tonks vandt en sølvmedalje i firer uden styrmand ved OL 1972 i Montreal. Dudley Storey, Ross Collinge og Noel Mills udgjorde bådens øvrige besætning. I finalen blev den newzealandske båd besejret af Østtyskland, der vandt guld, mens Vesttyskland fik bronze. Det var det eneste OL, Tonks deltog i.
Efter sit karrierestop har Tonks haft en succesfuld karriere som træner for adskillige newleandske både, der har vundet medaljer i både OL- og VM-sammenhæng.

## OL-medaljer
- 1972:  Sølv i firer uden styrmand